# SS Virtus
Az SS Virtus, teljes nevén Società Sportiva Virtus San Marinó-i sportegyesület, amelyet 1964-ben alapítottak. Székhelye Acquaviva városában található.
Egyike annak a 15 csapatnak, amely a San Marinó-i labdarúgó-bajnokságot alkotja. Saját sportteleppel nem rendelkezik, edzéseit a Campo Sportivo di Acquavivá-ban tartja, ahol a San Marinó-i labdarúgó-szövetség nem rendez bajnoki mérkőzéseket.

## Sikerei
- San Marinó-i labdarúgó-bajnokság (Campionato Sammarinese di Calcio)
  - Ezüstérmes (1 alkalommal): 1998
  - Bronzérmes (1 alkalommal): 2000

- San Marinó-i kupa (Coppa Titano)
  - Ezüstérmes (1 alkalommal): 1997

- San Marinó-i szuperkupa (Trofeo Federale)
  - Győztes (1 alkalommal): 1988
  - Ezüstérmes (2 alkalommal): 2003, 2004